# Advanced Optical Materials
Advanced Optical Materials è una rivista scientifica mensile sottoposta a revisione paritaria e pubblicata da Wiley-VCH. È stata fondata nel 2013, dopoché dal marzo 2012 una sezione omonima era stata pubblicata all'interno di Advanced Materials. Essa pubblica articoli relativi a tutti gli aspetti delle interazioni luce-materia.
Il caporedattore e fondatore è Peter Gregory.

## Indicizzazione
Gli abstract e gli articoli sono indicizzati da:
- Chemical Abstracts Service[1]
- Current Contents/Engineering, Computing & Technology[2]
- Current Contents/Physical, Chemical & Earth Sciences[2]
- EBSCO databases[3]
- Ei Compendex[4]
- Inspec[5]
- Science Citation Index Expanded[2]
- Scopus[6]

Secondo il Journal Citation Reports, nel 2021 la rivista ha ricevuto un fattore di impatto pari a 10,050, collocandosi al 52º posto fra 345 titoli presenti nella categoria "Scienza dei materiali, multidisciplinare" e al 9º posto fra 101 titoli nella categoria "Ottica".